# República de Salé
La República de Salé, també anomenada República del Bu Regreg, República de les dues Ribes o República de Rabat-Salé, va ser una petita república marítima independent que va existir al segle xvii al voltant de les actuals ciutats marroquines de Salé i Rabat, separades per la desembocadura del riu Bu Regreg.
Els orígens de la república es remunten a l'any 1610, amb l'arribada de moriscos ibèrics procedents d'Hornachos (Extremadura), que es van assentar a Salé després de l'expulsió decretada per Felip III.
Les diferències culturals entre els nous pobladors de llengua castellana i els autòctons van provocar el rebuig d'aquells, de manera que un grup d'uns 3.000 es va instal·lar en un petit assentament a l'altre costat de la desembocadura del Bu Regreg, llavors conegut com a Salé la Nova (Salà al-Jadida) i on ara hi ha la medina de Rabat (que pren el seu nom d'un ribat en ruïnes preexistent).
Les desavinences entre les dues comunitats van continuar fins al punt que, el 1627, els andalusins es van proclamar independents, i fundaren així la República de Salé, reconeguda per alguns regnes europeus, que van enviar ambaixadors i que, amb el temps, va acabar per annexionar Salé la Vella.
La república va esdevenir un actiu centre comercial que va atreure altres andalusins així com "renegats" europeus, jueus i comerciants cristians. Principalment, es va dedicar a la pirateria en l'àrea de l'estret de Gibraltar, fustigant les costes de Ceuta i Andalusia, sovint en connivència amb l'Imperi Otomà.
La república estava governada per un diwan; els membres triaven cada mes de maig un governador o capità general de la Fortalesa. Tota la seva documentació es realitzava en el castellà de l'època.
Finalment, va ser absorbida pel soldanat del Marroc cap al 1666 en ser pres l'estuari per Mulay al-Rashid dels alauites després de vèncer Khadir Ghaïlan